# Konsul (medeltiden)
Konsul var under medeltiden namn på de högste magistratspersonerna i de oberoende italienska städerna och på kommunala tjänstemän (motsvarande borgmästare) i vissa franska städer.